# Khudāganj (ort i Indien, Shāhjahānpur)
Khudāganj är en ort i Indien.   Den ligger i distriktet Shāhjahānpur och delstaten Uttar Pradesh, i den norra delen av landet, 250 km öster om huvudstaden New Delhi. Khudāganj ligger 166 meter över havet och antalet invånare är 12 636.
Terrängen runt Khudāganj är mycket platt. Runt Khudāganj är det tätbefolkat, med 591 invånare per kvadratkilometer. Närmaste större samhälle är Farīdpur, 18,4 km väster om Khudāganj. Trakten runt Khudāganj består till största delen av jordbruksmark.